# 顾毓瑞
顾毓瑞（1908年12月12日—1994年），江苏无锡人，中华民国外交官。
顾毓瑞出生于江苏无锡，其二兄是著名教育家、科学家顾毓琇。顾毓瑞早年就读于中国公学。毕业后赴英国留学，民国二十一年（1932年）入读伦敦政治经济学院。此后又赴美国，于民国二十四年（1935年）进入哥伦比亚大学学习。抗日战争爆发后，出任中国驻纽约总领事馆主事、额外随习领事等。1942年进入中央训练团。次年起历任外交部情报司研究室专员兼交换组组长、情报司第三科科长等。民国三十五年（1946年）任中国驻美大使馆一等秘书。
国民政府迁台后，顾敏瑞于民国四十年（1951年）出任驻美大使馆参事。民国四十七年（1958年）调任驻韩大使馆参事。民国四十九年（1960年）任外交部礼宾司司长。民国五十三年（1964年）至民国五十八年（1969年）出任中华民国驻厄瓜多尔大使。民国六十八年（1979年）退休。此后，还曾任《英文中国邮报》主笔、中国文化学院教授、亚洲人民反共联盟与世界反共联盟中国分会顾问等职。